# Manuscrit de Gorica
El Manuscrit de Gorica - Горички зборник en serbi ciríl·lic - o Almanac de Gorica és una col·lecció de manuscrits medievals serbis escrita per Jelena Balšić i el monjo Nikon de Jerusalem dins del període entre 1441 i 1442 en l'església Jelena construïda a l'illa de Gorica situada al llac Skadar. El seu nom és un derivat del nom de l'església.

## Continguts
La primera part de Gorički zbornik conté la correspondència entre Jelena i el seu assessor espiritual, anomenat Nikon de Jerusalem. Jelena va escriure tres epístoles a Nikon. Nikon les va respondre presentant la posició de l'església pel que fa a assumptes teològics diferents. Només una de les tres epístoles, coneguda com a Otpisanije bogoljubno (serbi: Отписаније богољубно), es conserva actualment. La correspondència entre Jelena i el seu assessor espiritual té el seu origen en una pràctica comuna en l'Imperi Romà d'Orient. Els erudits van elogiar aquesta epístola tot i que en part era la mateixa que l'hagiografia de John de Rila escrita per Evtimiy de Tarnovo. La semblança dels textos medievals escrits als Balcans correspon amb el gènere i la pràctica romana d'Orient. Aquesta pràctica estava basada en les formes universals i comunes, no en les individuals.
En la segona part de manuscrit de Gorica, Nikon escriu a Jelena sobre els seus avantpassats, utilitza genealogies sèrbies i annals, així com l'hagiografia de Sant Simeon escrita per Stefan el Primer-Coronat i l'hagiografia de Sant Sava escrita per Teodosije.
La part següent és la constitució monàstica, composta en l'orde de Jelena, per a ser utilitzada a l'església que ella va construir a l'illa de Gorica. El 'Conte de Jerusalem Esglésies i Llocs en el Desert (serbi: Повест о јерусалимских црквама и местима у пустињи) és la part que segueix del manuscrit, la qual predica la fe, demanant perdó en cas que existíssin equivocacions als manuscrits i salutacions. L'última part del manuscrit és la carta de Jelena on confirma que va rebre feina del seu assessor espiritual Nikon com regal que donà Jelena a l'església de Gorica.
Un de les raons per les quals el manuscrit de Gorica és molt important en la literatura medieval és, que és un testimoni de la presència i l'establiment del romans d'Orient en el territori que estava sota pressió directa de la política veneciana llatina.

## Cobertes
Jelena va escriure el 25 de novembre de 1442 una carta que mostra que va tenir la seva biblioteca pròpia i que en el 1441 basat en les seves instruccions el seu canceller Doberko va ordenar fer unes cobertes de llibre de plata i decorades amb una imatge de Jesús d'un orfebre de Kotor anomenat Andrija. Pel que es pot assumir que aquestes cobertes van ser fetes per al manuscrit de Gorica, tot i que va ser més tard descobert dins de cobertes de pell i de fusta.

## Nikon De Jerusalem
Nikon va canviar el seu nom a Nikandar de Jerusalem després d'emprendre deures monàstics més importants. A més del manuscrit de Gorica, Nikon va escriure una altra col·lecció de manuscrits coneguda com a Šestodnev en el 1439/1440 el qual es conserva al monestir de Savina.